# Охлюв (планетарна мъглявина)
Мъглявината Охлюв (Helix Nebula, The Helix или NGC 7293, други названия – PK 36-57.1, ESO 602-PN22) е планетарна мъглявина в съзвездието Водолей на разстояние 650 светлинни години от Слънцето. Една от най-близките планетарни мъглявини. Открита е от немския астроном Карл Лудвиг Хардинг, използвал двуинчов телескоп, през 1824 година.
Този обект е включен в първото издание на новия общ каталог.
Поради характерния му вид ползвателите на Интернет и журналистите са кръстили този космически обект „Окото на Бог“. Негова фотография беше „астрономическа снимка на НАСА“ от 10 май 2003 година.

## Основна информация
Мъглявината „Охлюв“ е остатък от „жизнения цикъл“ на звезда от главната последователност от вида на Слънцето, като на нейно място се формира джудже.
Мъглявината отстои на 650 светлинни години от Слънцето и обхваща пространствена област от 2,5 светлинни години. Благодарение на камерата ACS монтирана на космическия телескоп „Хъбъл“, и от данните на Националната обсерватория Китт-Пик е установено, че скоростта на разширяване на мъглявината е 31 км/с. На тази база е определена и възрастта на мъглявината – 10 600 години.